# Татарська протока
Татарська протока (рос. Тата́рский проли́в; кит. трад.: 韃靼海峽; піньїнь: Dádá hǎixiá; яп. 間宮海峡, латиніз.: Mamiya kaikyō, латиніз. Mamiya Strait) — протока між материком Євразія та островом Сахаліном, з'єднує Японське і Охотське моря через протоку Невельського, Амурський лиман і Сахалінську затоку.

## Фізико-географічна характеристика

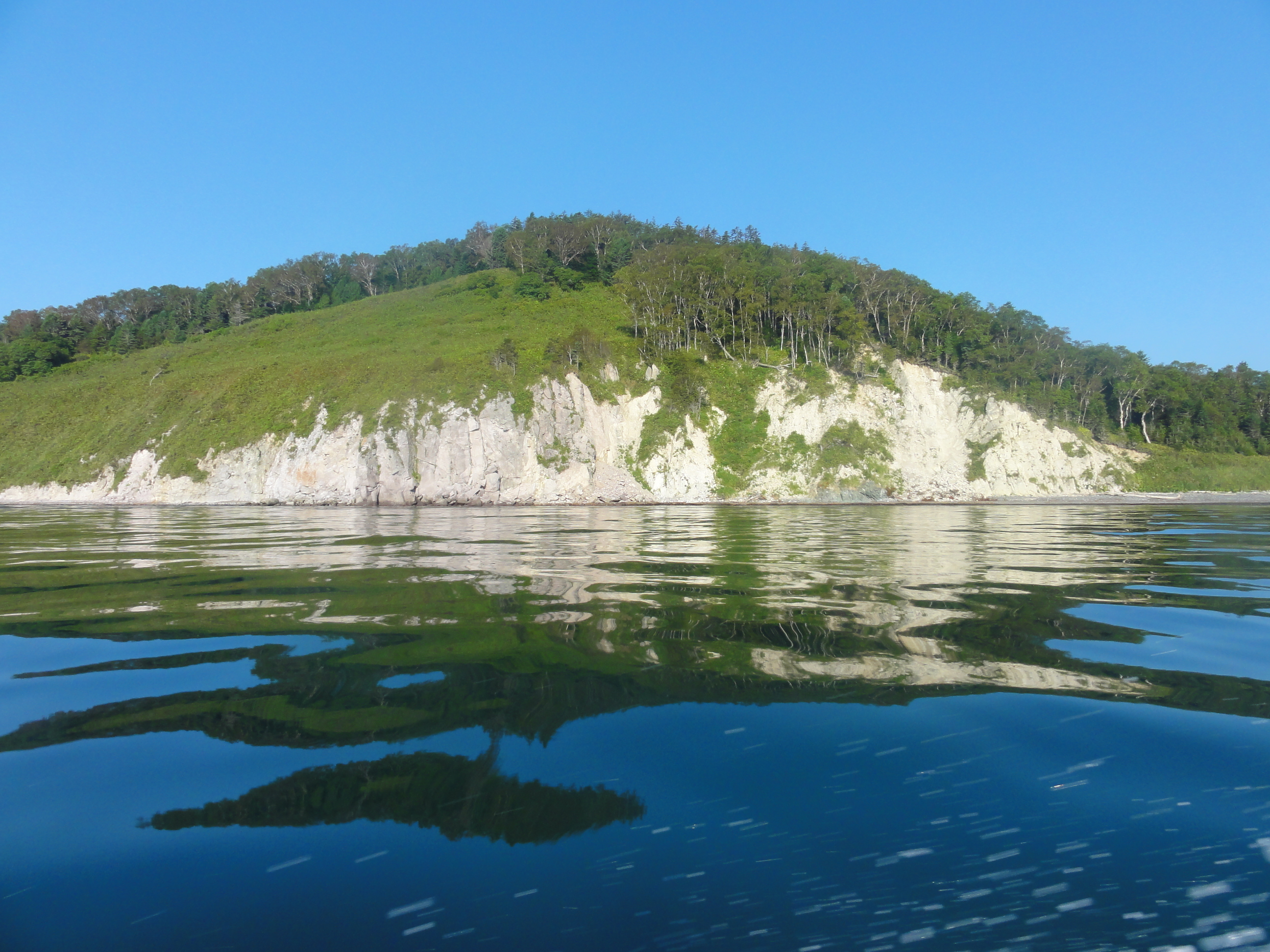
Білі скелі поблизу гирла річки Велика Кольда на північ від селища Нельма.

Північні вхідні миси в Татарську протоку з протоки Невельського — мис Південний і мис Тик. Тут ширина Татарської протоки найменша, всього 40 км. Тут же і найменші глибини на фарватері протоки — 10 м. На південь ширина і глибина протоки зростають, стаючи максимальними на вході в протоку з боку відкритого Японського моря. Південні вхідні миси протоки — мис Бєлкіна на півночі Приморського краю біля селища Амгу, і мис Кузнєцова на південно-західному узбережжі Сахаліну. Ширина на вході 328 км, максимальна глибина 1773 м. Протяжність протоки — 713 км, що робить її найдовшою в північній півкулі.
Біля південного входу в Татарську протоку, за 50 км від узбережжя Сахаліну, розташований відносно великий і високий острів Монерон. Решта островів Татарської протоки (Токи, Дюанка, Дугу-Ду, Базальтовий, Обсерваторії, Устричний і інші) — дрібні й розташовані недалеко від материкового берега.
Татарська протока є найхолоднішою частиною акваторії Японського моря. У зимовий період тут формується і локалізується понад 90 % всього льоду, що спостерігається в Японському морі. За багаторічними даними тривалість періоду з льодом в Татарській протоці, в силу її великої меридіональної протяжності, від 40—80 днів у південній частині протоки, до 140—170 днів в північній його частині.

## Клімат
Акваторія протоки розташована в мусонній області помірного кліматичного поясу. Увесь рік панують помірні повітряні маси. Значні сезонні коливання температури повітря. Вологе дощове літо, прохолодна сніжна зима. Сильна циклонічна діяльність, погода мінлива, часті шторми й туман. Береги на півдні гористі, на півночі низовинні. Середня температура води влітку 10—12 °C; узимку протока покрита льодом (на півночі та у берегів припаєм, у відкритій південній частині — плавучими льодами.

## Узбережжя

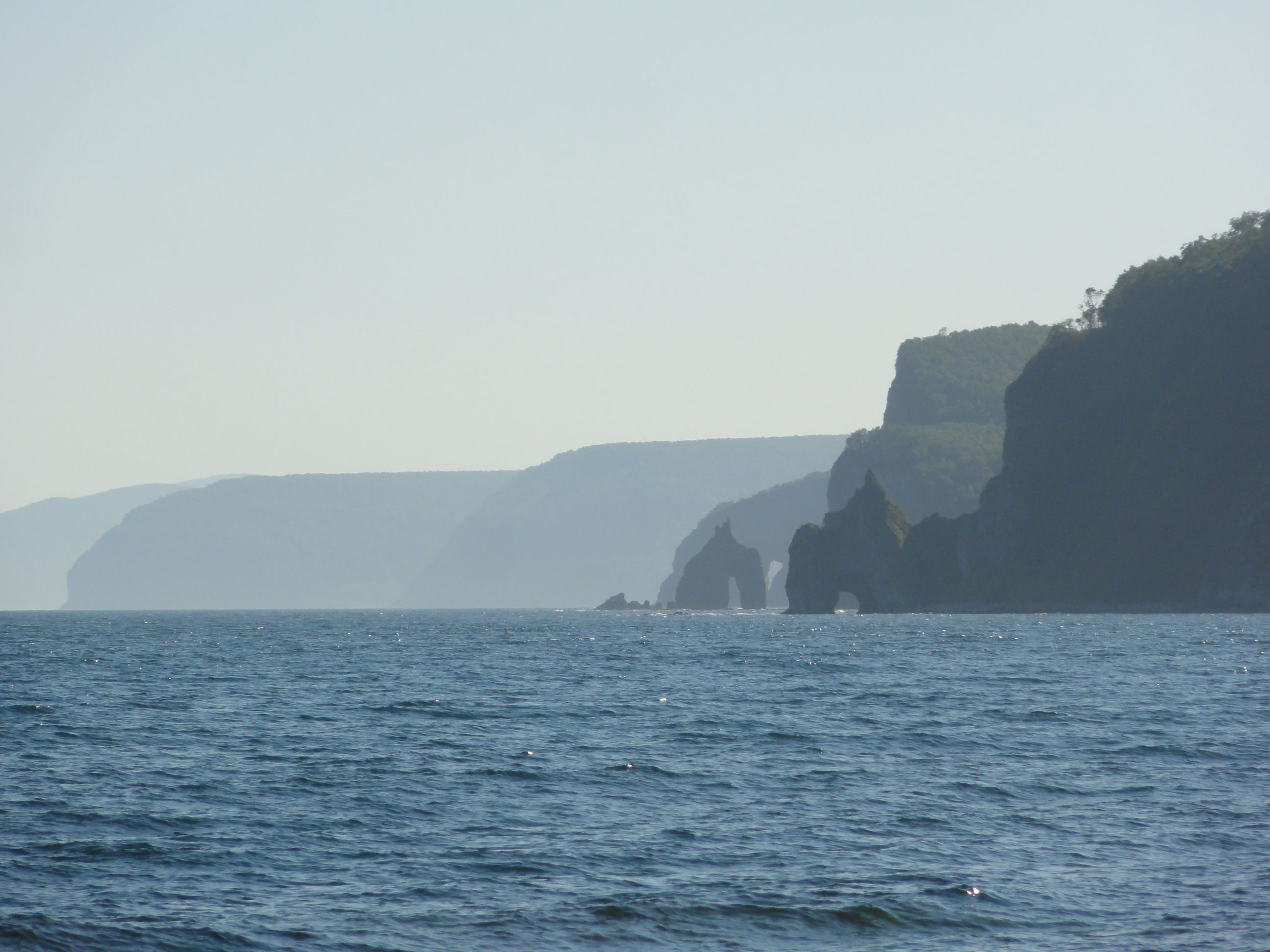
Мис Дембі на тлі мису Гостра Скеля, на крайньому півдні узбережжя Хабаровського краю. Обриви базальтових плато.

Уздовж усього західного берега тягнеться північно-східна частина гірської системи Сіхоте-Алінь. Береги переважно високі й обривисті. Висота гір в прибережній зоні найбільша в районі мису Золотого (Тохтинський хребет, понад 1300 м над рівнем моря), і в районі мису Крестовоздвиженського (хр. Хабінсбкі Білки, понад 1100 м над рівнем моря). У районах виходу до узбережжя Зевінского і Совгаванського плато береги низькі й обривисті. Схили хребтів Сіхоте-Аліню порослі хвойним лісом. Ділянки широколистяних лісів, що складаються з дуба (до мису Золотого), берези та вільхи, зустрічаються в прибережній зоні до Совєтської Гавані. Найбільші річки, що впадають в західну частину Татарської протоки — Максимівка, Кабанья, Єдинка, Самарга, Нельма, Ботчи, Коппи і Тумнін. [джерело?]
Уздовж східного берега Татарської протоки тягнуться Західно-Сахалінські гори, що складаються з декількох паралельних хребтів. У районі мису Кузнєцова висота прибережних гір 300—400 м, у міру просування на північ вони підвищуються до 1000 м. Найвища частина Камишового хребта розташована між мисами Ламанон і Воздвиження. Окремі вершини гір тут понад 1000 м. На північ від мису Воздвиження прибережні гори поступово знижуються і в районі Олександрівська-Сахалінського висота їх близько 400 м. Схили гір переважно круті і у берегової лінії утворюють високі обриви. Прибережні гори порослі травою і чагарником, а розташовані далеко від берега — хвойним і частково листяним лісом. На вершинах гір зустрічаються альпійські луки. На північ від паралелі 51° 30' північної широти гори знижуються і переходять у низький берег, що складається з піщаних дюн і окремих пагорбів, вкритих мохом. На цьому березі багато озер.[джерело?]

## Етимологія

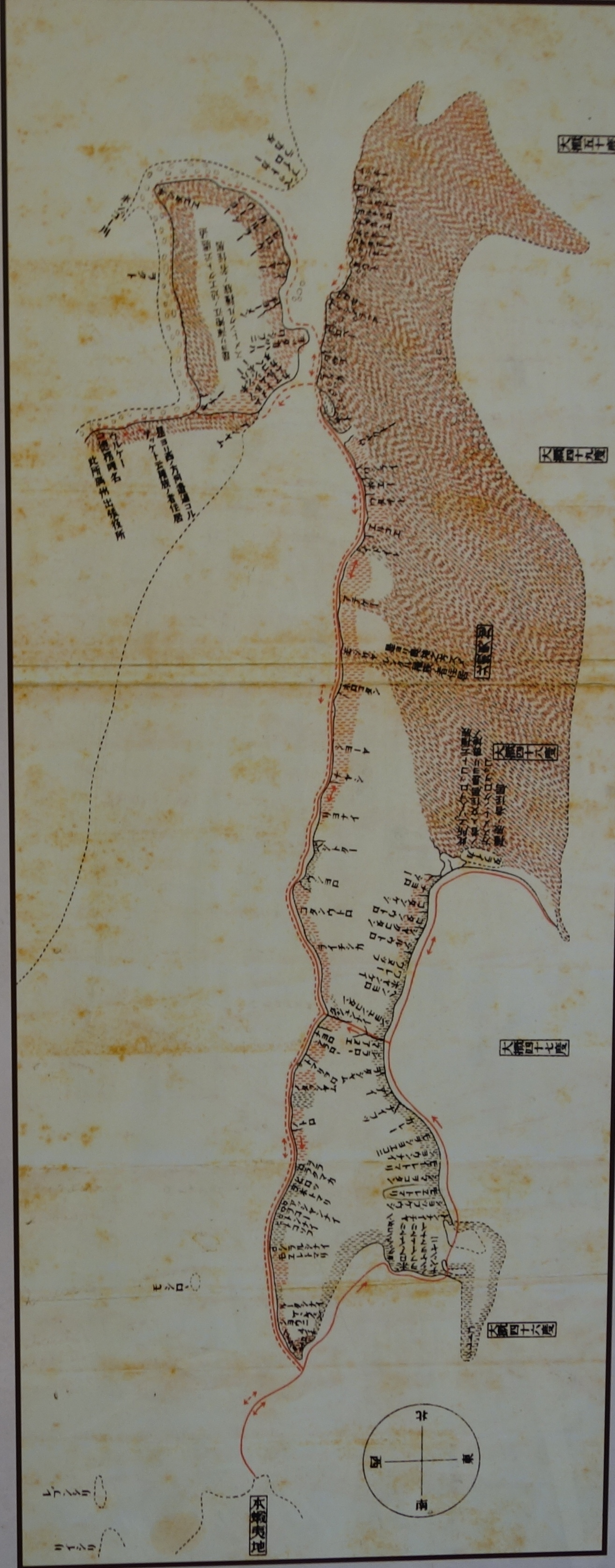
Карта Сахаліну, складена за підсумками подорожі Ріндзо.

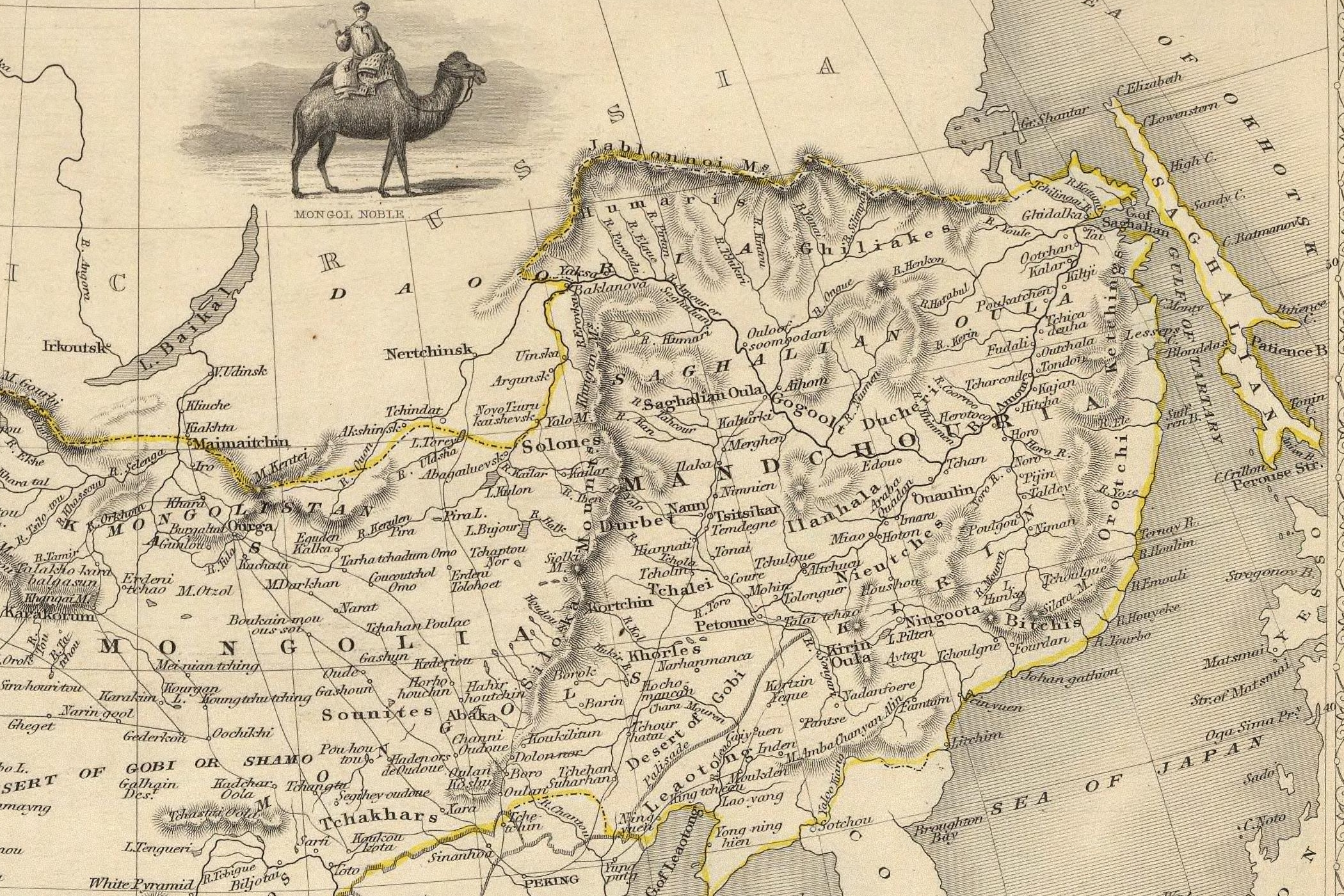
Татарська протока була також відома як Тартарська затока (Gulf of Tartary; карта 1851 р.)

Походження назви пояснюється тим, що термін «татари» в X—XVIII століттях використовувався в багатьох європейських мовах по відношенню не тільки до одного з численних тюркомовних народів — татар, а й до більшості інших тюркських народів Євразії (див. Тартарія), що проживали і проживають нині на територіях на схід і на захід від Уралу до Камчатки й Сахаліну. У Японії протоку називають на честь японського першовідкривача протоки та дослідника Сахаліну Мамія Ріндзо.

## Історія

### Проєкти
Під час правління Сталіна було розпочато реалізацію ідеї залізничного тунелю на Сахалін, яка так і не була завершена. Також розроблявся проєкт з'єднання материка із Сахаліном дамбою, що могло помітно послабити холодну Приморську течію і вплинути на клімат сходу Приморського краю.
У 1968 році почалося будівництво Порта Східний у незамерзаючий бухті Врангеля, але проєкт було відкладено на невизначений термін.

## Порти Татарської протоки
- Світла
- Совєтська Гавань
- Ваніно
- Де-Кастрі
- Александровськ-Сахалінський
- Шахтарськ
- Углегорськ
- Холмськ
- Невельск